# 2016年スペイングランプリ
2016年スペイングランプリは、2016年のF1世界選手権第5戦として、2016年5月15日にカタロニア・サーキットで開催された。

## レース前
5月5日、レッドブルはマックス・フェルスタッペンをトロ・ロッソから昇格させることを発表。これに伴い、ダニール・クビアトがトロ・ロッソに降格することになった。

## 予選
2016年5月14日（土曜日）
ルイス・ハミルトンが3戦ぶりにポールポジションを獲得。開幕4連勝中のニコ・ロズベルグは2位となりメルセデスがフロントローを独占。セカンドローにレッドブル勢、サードローにフェラーリ勢がそれぞれ占めることになった。マクラーレンはフェルナンド・アロンソがホンダとのパートナーシップ復活以降初めてQ3進出を果たし、10番グリッドを獲得した。

### 結果
| Pos.                | No. | ドライバー                 | コンストラクター                | Q1       | Q2       | Q3       | Grid |
| ------------------- | --- | -------------------------- | ------------------------------- | -------- | -------- | -------- | ---- |
| 1                   | 44  | ルイス・ハミルトン         | メルセデス                      | 1:23.214 | 1:22.159 | 1:22.000 | 1    |
| 2                   | 6   | ニコ・ロズベルグ           | メルセデス                      | 1:23.002 | 1:22.759 | 1:22.280 | 2    |
| 3                   | 3   | ダニエル・リカルド         | レッドブル-タグ・ホイヤー       | 1:23.749 | 1:23.585 | 1:22.680 | 3    |
| 4                   | 33  | マックス・フェルスタッペン | レッドブル-タグ・ホイヤー       | 1:23.578 | 1:23.178 | 1:23.087 | 4    |
| 5                   | 7   | キミ・ライコネン           | フェラーリ                      | 1:23.796 | 1:23.504 | 1:23.113 | 5    |
| 6                   | 5   | セバスチャン・ベッテル     | フェラーリ                      | 1:24.124 | 1:23.688 | 1:23.334 | 6    |
| 7                   | 77  | バルテリ・ボッタス         | ウィリアムズ-メルセデス         | 1:24.251 | 1:24.023 | 1:23.522 | 7    |
| 8                   | 55  | カルロス・サインツ         | トロ・ロッソ-フェラーリ         | 1:24.496 | 1:24.077 | 1:23.643 | 8    |
| 9                   | 11  | セルジオ・ペレス           | フォース・インディア-メルセデス | 1:24.698 | 1:24.003 | 1:23.782 | 9    |
| 10                  | 14  | フェルナンド・アロンソ     | マクラーレン-ホンダ             | 1:24.578 | 1:24.192 | 1:23.981 | 10   |
| 11                  | 27  | ニコ・ヒュルケンベルグ     | フォース・インディア-メルセデス | 1:24.463 | 1:24.203 |          | 11   |
| 12                  | 22  | ジェンソン・バトン         | マクラーレン-ホンダ             | 1:24.583 | 1:24.348 |          | 12   |
| 13                  | 26  | ダニール・クビアト         | トロ・ロッソ-フェラーリ         | 1:24.696 | 1:24.445 |          | 13   |
| 14                  | 8   | ロマン・グロージャン       | ハース-フェラーリ               | 1:24.716 | 1:24.480 |          | 14   |
| 15                  | 20  | ケビン・マグヌッセン       | ルノー                          | 1:24.669 | 1:24.625 |          | 15   |
| 16                  | 21  | エステバン・グティエレス   | ハース-フェラーリ               | 1:24.406 | 1:24.778 |          | 16   |
| 17                  | 30  | ジョリオン・パーマー       | ルノー                          | 1:24.903 |          |          | 17   |
| 18                  | 19  | フェリペ・マッサ           | ウィリアムズ-メルセデス         | 1:24.941 |          |          | 18   |
| 19                  | 9   | マーカス・エリクソン       | ザウバー-フェラーリ             | 1:25.202 |          |          | 19   |
| 20                  | 12  | フェリペ・ナッセ           | ザウバー-フェラーリ             | 1:25.579 |          |          | 20   |
| 21                  | 94  | パスカル・ウェーレイン     | MRT-メルセデス                  | 1:25.745 |          |          | 21   |
| 22                  | 88  | リオ・ハリアント           | MRT-メルセデス                  | 1:25.939 |          |          | 22   |
| 107% time: 1:28.812 |     |                            |                                 |          |          |          |      |
| ソース              |     |                            |                                 |          |          |          |      |

## 決勝
2016年5月15日（日曜日）
マックス・フェルスタッペンが18歳227日の史上最年少で優勝した。
スタートでニコ・ロズベルグが先行するが、4コーナー手前でロズベルグと並んだルイス・ハミルトンがコースオフを喫してバランスを崩しロズベルグに追突。この接触でメルセデスの2台はリタイアとなり、2014年のレギュレーションの改革以来初の両車ノーポイントとなった。レースはレッドブルとフェラーリ勢がトップ争いを繰り広げる展開となる。レッドブル勢が1-2を築きその後ろをフェラーリ勢が追う展開となる中、チーム内でも戦略が分かれフェルスタッペンとキミ・ライコネンが2ストップ、セバスチャン・ベッテルとダニエル・リカルドが3ストップを選択。結果、2ストップを選んだフェルスタッペンがトップ、2位にライコネンとなり、現役最年少対現役最年長の優勝争いとなる。そしてフェルスタッペンはライコネンからの追撃を振り切りそのまま優勝。レッドブル移籍初戦での優勝はベッテルが保持する21歳73日の最年少優勝記録を18歳227日に塗り替えるものとなった。ライコネンは2位に入りドライバーズランキングでも、ハミルトンがリタイアしたためこの時点で2位に浮上した。3位はベッテル、4位はリカルド。ベッテルとリカルドも激しい3位争いを繰り広げたが最後はリカルドのタイヤがバーストし決着した。ファステストラップは移籍したクビアトが獲得した。なお、メルセデス勢の同士討ちについてはレース後に審議の対象となるが、ペナルティなしの裁定が下された。
このレースの国歌斉唱では、フェルスタッペンのオランダ国歌とレッドブルのオーストリア国歌が流れることとなったが、表彰式でドイツの国歌が流れなかったのは2014年ベルギーグランプリ以来、31戦ぶりのことであった。これは2014年のベルギーグランプリ後、同年の残り7レースをドイツのチームであるメルセデスが全勝。2015年はメルセデスが19戦中16勝、メルセデスが優勝できなかった残りの3レースをドイツ国籍のベッテルが優勝したことで全レースでドイツ国歌が流れており、2016年も前の4戦でメルセデスが全勝していたためである。

### 結果
| Pos.   | No. | ドライバー                 | コンストラクター                | 周回数 | タイム/リタイア | Grid | Pts. |
| ------ | --- | -------------------------- | ------------------------------- | ------ | --------------- | ---- | ---- |
| 1      | 33  | マックス・フェルスタッペン | レッドブル-タグ・ホイヤー       | 66     | 1:41:40.017     | 4    | 25   |
| 2      | 7   | キミ・ライコネン           | フェラーリ                      | 66     | +0.616          | 5    | 18   |
| 3      | 5   | セバスチャン・ベッテル     | フェラーリ                      | 66     | +5.581          | 6    | 15   |
| 4      | 3   | ダニエル・リカルド         | レッドブル-タグ・ホイヤー       | 66     | +43.950         | 3    | 12   |
| 5      | 77  | バルテリ・ボッタス         | ウィリアムズ-メルセデス         | 66     | +45.271         | 7    | 10   |
| 6      | 55  | カルロス・サインツ         | トロ・ロッソ-フェラーリ         | 66     | +1:01.395       | 8    | 8    |
| 7      | 11  | セルジオ・ペレス           | フォース・インディア-メルセデス | 66     | +1:19.538       | 9    | 6    |
| 8      | 19  | フェリペ・マッサ           | ウィリアムズ-メルセデス         | 66     | +1:20.707       | 18   | 4    |
| 9      | 22  | ジェンソン・バトン         | マクラーレン-ホンダ             | 65     | +1 Lap          | 12   | 2    |
| 10     | 26  | ダニール・クビアト         | トロ・ロッソ-フェラーリ         | 65     | +1 Lap          | 13   | 1    |
| 11     | 21  | エステバン・グティエレス   | ハース-フェラーリ               | 65     | +1 Lap          | 16   |      |
| 12     | 9   | マーカス・エリクソン       | ザウバー-フェラーリ             | 65     | +1 Lap          | 19   |      |
| 13     | 30  | ジョリオン・パーマー       | ルノー                          | 65     | +1 Lap          | 17   |      |
| 14     | 12  | フェリペ・ナッセ           | ザウバー-フェラーリ             | 65     | +1 Lap          | 20   |      |
| 151    | 20  | ケビン・マグヌッセン       | ルノー                          | 65     | +1 Lap          | 15   |      |
| 16     | 94  | パスカル・ウェーレイン     | MRT-メルセデス                  | 65     | +1 Lap          | 21   |      |
| 17     | 88  | リオ・ハリアント           | MRT-メルセデス                  | 65     | +1 Lap          | 22   |      |
| Ret    | 8   | ロマン・グロージャン       | ハース-フェラーリ               | 56     | エンジン        | 14   |      |
| Ret    | 14  | フェルナンド・アロンソ     | マクラーレン-ホンダ             | 45     | エンジン        | 10   |      |
| Ret    | 27  | ニコ・ヒュルケンベルグ     | フォース・インディア-メルセデス | 20     | エンジン        | 11   |      |
| Ret    | 44  | ルイス・ハミルトン         | メルセデス                      | 0      | 接触            | 1    |      |
| Ret    | 6   | ニコ・ロズベルグ           | メルセデス                      | 0      | 接触            | 2    |      |
| ソース |     |                            |                                 |        |                 |      |      |

ファステストラップ
- ダニール・クビアト（トロ・ロッソ） 1:26.948（53周目）

ラップリーダー
- ダニエル・リカルド（Lap 1-10, 16-27, 36-43）
- マックス・フェルスタッペン（Lap 11, 28-33, 44-66）
- セバスチャン・ベッテル（Lap 12-15）
- キミ・ライコネン（Lap 34-35）

追記
- ^1 - マグヌッセンは最終ラップの最終シケインでパーマーとの接触事故を起こしたため、レース終了後に10秒加算ペナルティとペナルティポイント2点が科された。このペナルティにより14位から15位に降格[4][5]

## 第5戦終了時点のランキング
|   | 順位 | ドライバー             | ポイント |
|   | 1    | ニコ・ロズベルグ       | 100      |
| 1 | 2    | キミ・ライコネン       | 61       |
| 1 | 3    | ルイス・ハミルトン     | 57       |
| 1 | 4    | セバスチャン・ベッテル | 48       |
| 1 | 5    | ダニエル・リカルド     | 48       |

|   | 順位 | コンストラクター          | ポイント |
|   | 1    | メルセデス                | 157      |
|   | 2    | フェラーリ                | 109      |
|   | 3    | レッドブル-タグ・ホイヤー | 94       |
|   | 4    | ウィリアムズ-メルセデス   | 65       |
| 1 | 5    | トロ・ロッソ-フェラーリ   | 26       |

- 注：ドライバー、コンストラクター共にトップ5のみ表示。